# آلپینه‌استارس
آلپینه‌استارس (انگلیسی: Alpinestars) شرکت تجهیزات ورزشی ایتالیایی است، که در سال ۱۹۶۳ توسط سانتی مازارولو تأسیس شد.